# منطقه گرگ و میش: فیلم
منطقه گرگ و میش: فیلم (به انگلیسی: Twilight Zone: The Movie) فیلمی محصول سال ۱۹۸۳ است. در این فیلم بازیگرانی همچون دن اکروید، آلبرت بروکس، اسکتمن کراترز، جان لیسگو، ویک مورو، کاتلین کویینلان ایفای نقش کرده‌اند.